# Andrena guichardi
Andrena guichardi là một loài Hymenoptera trong họ Andrenidae. Loài này được Warncke mô tả khoa học năm 1980.